# Walter M. Simonds
Walter M. Simonds (* 31. Januar 1911; † 11. Dezember 1992) war ein US-amerikanischer Szenenbildner und Artdirector.

## Leben
Simonds begann seine Karriere im Filmstab 1955 als Artdirector bei Delbert Manns Drama Marty. 1956 war er hierfür zusammen mit Ted Haworth und Robert Priestley für den Oscar in der Kategorie Bestes Szenenbild nominiert, die Auszeichnung ging in diesem Jahr jedoch an die Literaturverfilmung Die tätowierte Rose von Regisseur Daniel Mann. War Simonds zu Beginn seiner Karriere auch für das Fernsehen tätig gewesen, arbeitete er nach seiner Oscarnominierung hauptsächlich für den Film; zu seinen weiteren Filmen zählen unter anderem die Elvis-Presley-Vehikel Flammender Stern und Frankie und Johnny sowie die John-Wayne-Filme Die grünen Teufel, Geier kennen kein Erbarmen und McQ schlägt zu. Anfang bis Mitte der 1970er Jahre arbeitete er an einer Reihe von Fernsehfilmen, sein letztes Engagement hatte er 1976 bei der Actionkomödie Die verrückteste Rallye der Welt.

## Filmografie (Auswahl)
- 1955: Marty
- 1960: Flammender Stern (Flaming Star)
- 1964: Ein tollkühner Draufgänger (The Lively Set)
- 1966: Alvarez Kelly
- 1966: Frankie und Johnny (Frankie and Johnny)
- 1968: Die grünen Teufel (The Green Berets)
- 1971: Der Omega-Mann (The Omega Man)
- 1972: Flucht in die Wildnis (Napoleon and Samantha)
- 1973: Geier kennen kein Erbarmen (Cahill United States Marshal)
- 1974: McQ schlägt zu (McQ)
- 1975: New York antwortet nicht mehr (The Ultimate Warrior)
- 1976: Die verrückteste Rallye der Welt (The Gumball Rally)

## Nominierungen
- 1956: Oscar-Nominierung in der Kategorie Bestes Szenenbild für Marty